# 챈들러 키니
챈들러 키니(Chandler Kinney, 2000년 8월 3일 ~ )는 미국의 배우이다.

## 출연 작품

### 영화
- 좀비스 2 (2020) - 윌라 역
- 좀비스 3 (2022) - 윌라 역
- 좀비스 4: 뱀파이어의 등장 (2025) - 윌라 역

### 텔레비전
- 노멀 스트리트의 아이들 (2014-16) - 캐서린 딜먼 역
- 리썰 웨폰 (2016-19) - 리아나 머토 역
- 프리티 리틀 라이어스: 원죄 (2022-24) - 테비사 "테비" 하워스 역
- 엘 (2026) - 킴벌리 역